# Zenobios (sofist)
Zenobios (Oudgrieks: Ζηνόβιος), ook wel Zenobios Grammatikos genoemd, was een Griekse sofist, spreekwoordenverzamelaar en filoloog. Hij leefde in de eerste helft van de 2e eeuw.
Zenobios onderwees volgens de Suda ten tijde van keizer Hadrianus retoriek in Rome. Hij schreef een werk waarin hij de spreukenverzamelingen van de Griekse grammatici Didymos en Lukillos van Tarrha in drie boeken samenvatte. Misschien was Zenobios persoonlijk bekend met Hadrianus aangezien hij een verjaardagsrede voor de princeps schreef. Hij vertaalde ook de historische geschriften van de Romeinse historicus Sallustius in het Grieks. Zowel de rede als het geschiedwerk zijn verloren.
De spreekwoordenverzameling van Zenobios is partieel overgeleverd langs twee tradities: de alfabetisch georganiseerde Vulgata, teruggaand op de Codex Parisinus 3070, en de Recensio Athoa, die berust op een manuscript afkomstig uit een klooster op de Athos (de Codex Parisinus suppl. 1164). Deze laatste traditie zou dichter bij de originele versie staan. Zenobios schreef het werk in de geest van de Tweede Sofistiek. Hij haalt een gezegde aan en geeft uitleg over de betekenis of herkomst ervan.

## Uitgave
- Jan Radicke (ed.), Felix Jacoby, Die Fragmente der griechischen Historiker continued, vol. IV-A, Biography, fasc. 7, Imperial and Undated Authors, 1999, ISBN 9004113045, p. 302-305